# Oedipina leptopoda
Oedipina leptopoda är en groddjursart som beskrevs av McCranie, Vieites och David Burton Wake 2008. Oedipina leptopoda ingår i släktet Oedipina och familjen lunglösa salamandrar. Inga underarter finns listade i Catalogue of Life.